# Логан Тауншип (округ Блер, Пенсільванія)
Логан Тауншип (англ. Logan Township) — селище (англ. township) в США, в окрузі Блер штату Пенсільванія. Населення — 12 413 особи (2020).

## Демографія
Згідно з переписом 2010 року, у селищі мешкало 12 289 осіб у 4875 домогосподарствах у складі 3111 родини. Було 5111 помешкання
Расовий склад населення:
| - 96,6 % — білих - 1,2 % — чорних або афроамериканців - 0,9 % — азіатів - 0,2 % — корінних американців |

До двох чи більше рас належало 0,8 %. Частка іспаномовних становила 0,9 % від усіх жителів.
За віковим діапазоном населення розподілялося таким чином: 16,3 % — особи молодші 18 років, 67,3 % — особи у віці 18—64 років, 16,4 % — особи у віці 65 років та старші. Медіана віку мешканця становила 41,5 року. На 100 осіб жіночої статі у селищі припадало 96,8 чоловіків;  на 100 жінок у віці від 18 років та старших — 95,6 чоловіків також старших 18 років.
Середній дохід на одне домашнє господарство  становив 64 018 доларів США (медіана — 43 807), а середній дохід на одну сім'ю — 85 242 долари (медіана — 67 870). Медіана доходів становила 50 313 долари для чоловіків та 30 291 долар для жінок. За межею бідності перебувало 12,7 % осіб, у тому числі 6,8 % дітей у віці до 18 років та 7,6 % осіб у віці 65 років та старших.
Цивільне працевлаштоване населення становило 5251 особа. Основні галузі зайнятості: освіта, охорона здоров'я та соціальна допомога — 25,8 %, роздрібна торгівля — 13,5 %, мистецтво, розваги та відпочинок — 13,2 %.